# سیارک ۶۳۵

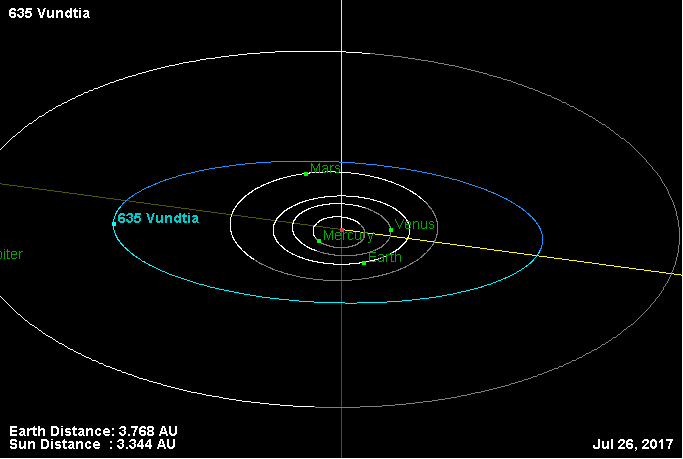
نمایی از محل قرارگیری سیارک ۶۳۵ در مدار – ۲۰۱۷

سیارک ۶۳۵ (به انگلیسی: 635 Vundtia، نامگذاری:1907ZS) ششصد و سی و پنجمین سیارک کشف شده‌است که در ۹ ژوئن ۱۹۰۷ و در هایدلبرگ کشف شد.
قدر مطلق سیارک برابر ۹٫۰۱ است.